# Aristidoideae
Aristidoideae es una subfamilia de plantas perteneciente a la familia de las gramíneas. Contiene una sola tribu Aristideae.
Aristidoideae incluye 3 géneros y de 300 a 385 especies de regiones templadas cálidas, con aristas con una columna basal y fotosíntesis del tipo C4. Los números cromosómicos básicos son x=11 y x=12. Comprende al gran género Aristida (230 a 330 especies) y Stipagrostis (50 especies).

## Géneros
- Aristida
- Sartidia
- Stipagrostis